# Politología de la religión
La politología de la religión es una de las más jóvenes disciplinas de la politología, establecida en las últimas décadas del siglo XX.
La politología de la religión podría ser definida como una de las disciplinas de la politología que estudia el impacto de la religión sobre la política y la política sobre la religión, con un énfasis especial en las relaciones de sujetos políticos en el sentido más estrecho hacia la religión y las comunidades religiosas

## Campos de investigación
Los campos básicos investigados por la politología de la religión, que están desarrollándose permanentemente, son los siguientes:
- En el marco de las doctrinas y las prácticas religiosas, todo lo que tenga contenido político o mensajes políticos directos. Por ejemplo, la interpretación religiosa del gobierno, el poder, la autoridad política, el estado, la organización política, la guerra, la paz, etc.
- En el marco del comportamiento religioso y las prácticas religiosas, todo lo que no tenga contenido político o mensajes político directos, pero tenga consecuencias políticas directas. Por ejemplo: construcción de los edificios religiosos y de peregrinación.
- Actitudes de los sujetos políticos en el sentido estrecho hacia la religión y las comunidades religiosas. Por ejemplo: actitudes de partidos y los grupos de presión ellos.
- Todo lo que está en el marco del comportamiento, digamos secular de una sociedad sin motivaciones religiosas, pero que tiene consecuencias religiosas. Por ejemplo: Si los miembros de una religión en una sociedad multi-confesional tienen monopolio sobre algunos ramos económicos, eso tiene consecuencias políticas.

## Lugares donde se estudia
Politología de la religión forma parte de estudios en casi todas las facultades o departamentos de ciencia política en Estados Unidos. Dentro de la Asociación Americana de Ciencia Política existe la sección "Religión y Política". En Europa está creciendo el interés por estos estudios. En los Balcanes y Europa Oriental estos estudios comienzan en 1993, en la Facultad de Ciencias Políticas de Belgrado, Universidad de Belgrado, Serbia
http://www.fpn.bg.ac.rs/en/undergraduate-studies/political-department/third-year/ 
La primera revista científica dedicada a la publicación de ensayos de esta disciplina, comenzó a publicarse en Belgrado, en febrero de 2007. La revista se llama "Politología de la religión" y está publicada por el "Centro de estudios de la religión y la tolerancia religiosa", cuyo director y fundador es Miroljub Jevtić.http://www.politicsandreligionjournal.com/